# Balduin II. (Flandern)

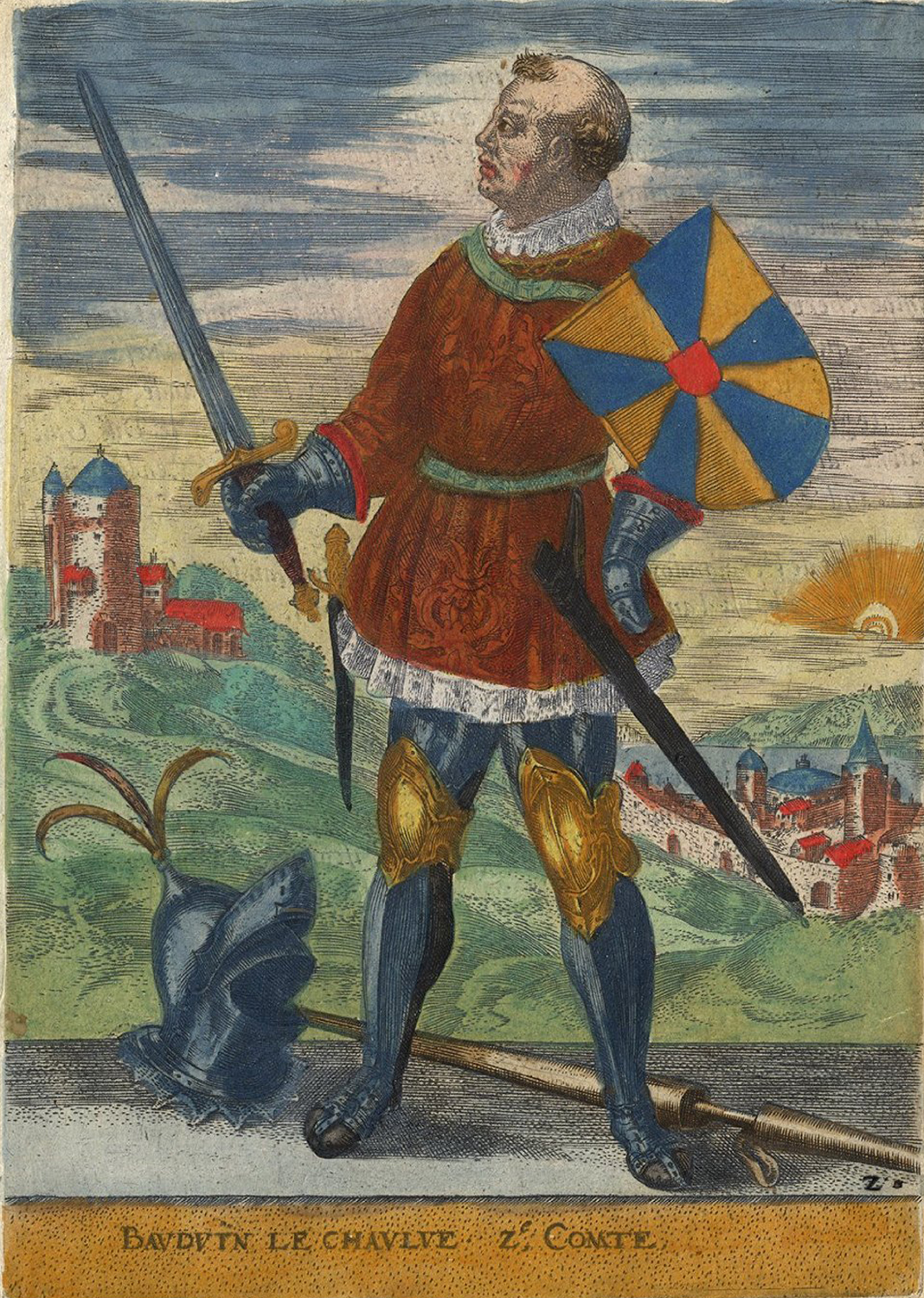
Balduin II. der Kahle in einer Darstellung des 16. Jahrhunderts

Balduin II. der Kahle (ndl.: Boudewijn de Kale, franz.: Baudouin le Chauve, lat.: Balduinus Calvus; * um 863; † 10. September 918) war ein Graf von Flandern im 9. und 10. Jahrhundert. Er war der älteste Sohn des Grafen Balduin I. Eisenarm († 879) aus dem Haus Flandern und der Judith, einer Tochter Kaiser Karls des Kahlen.

## Leben
Balduin verfolgte zeitlebens die Expansion seines Herrschaftsgebiets und die Abwehr der Wikinger, die von Friesland aus den Norden Flanderns bedrohten. Mit Erzbischof Fulko von Reims sprach er sich 888 für ein Königtum des Karolingers Arnulf von Kärnten im westlichen Regnum aus, erkannte allerdings sofort den Robertiner Odo an, der sich in der Wahl durchsetzen konnte. In den folgenden Jahren dehnte Balduin sein Einflussgebiet auf Boulogne und (892) das Artois aus und übernahm die Abtei Saint-Vaast. Mit seinem aggressiven Ausgreifen provozierte er allerdings auch einen Bruch mit König Odo, welchem er fortan feindlich gegenüberstand. Seinen Bruder Rodulfus unterstützte Balduin 895 bei der Einnahme von Saint-Quentin und Péronne, womit sie allerdings in die Interessensphären Heriberts I. eindrangen, welcher im Jahr darauf Rodulfus im Kampf tötete und somit die Kontrolle im Vermandois übernahm. An König Karl III. den Einfältigen verlor er 899 Arras, aber nachdem er im folgenden Jahr Erzbischof Fulko ermorden ließ, erkannte ihn der König als Laienabt von Saint-Bertin an. Kurz darauf ermordete Balduin auch seinen Erzfeind Heribert I. von Vermandois.
Balduin begründete maßgeblich die Position Flanderns als starkes und mehrere alte Grafschaften umfassendes Lehnsfürstentum, das im hohen Mittelalter zu den bedeutendsten Mächten Frankreichs zählte. Sein Beiname (Calvus) deutet nicht auf eine etwaige Haarlosigkeit von ihm hin, er sollte vor allem seine Abstammung von Kaiser Karl dem Kahlen hervorheben. Er starb am 10. September 918 und wurde in der Abtei Sankt Peter in Gent bestattet.
Seit etwa 884 war Balduin verheiratet mit der angelsächsischen Prinzessin Ælfthryd/Elfrude († 929), einer Tochter von König Alfred dem Großen von Wessex und dessen Gattin Ealhswith. Da schon seine Mutter mit zwei Angelsachsenkönigen verheiratet gewesen war, vertiefte er somit die dynastischen und politischen Beziehungen Flanderns zu England. Aus der Ehe gingen vier Kinder hervor:
- Arnulf I. der Große († 965), Graf von Flandern
- Adalolf († 933), Graf von Boulogne und Thérouanne
- Ealswid
- Ermentrud

Ein möglicher illegitimer Sohn von Balduin war Albert/Ascelin († 977), der als Bischof von Paris und als Provost von Drongen amtierte.